# Alicudi
Alicudi és la més occidental i de les illes Eòlies. Amb una població d'unes 100 persones, anomenades arcudari, i una superfície de 5,2 km², és la menys habitada de l'arxipèlag. Pertany al municipi de Lipari, dins la província de Messina.
Antigament es coneixia amb el nom d'Ericusa, ja que estava poblada de brucs (erica en llatí). El 1807, el rei Ferran IV va crear el títol de comte d'Alicúdi a favor del diplomàtic espanyol Alonso de Rivero.
Està situada a l'oest de l'illa de Filicudi, a 38° 32′ N 14° 24′ E. L'altitud principal és el Filo dell'Arpa, un volcà apagat, quasi perfectament circular, de 5 km², amb pendents escarpats, que en constitueix la part emergida, des dels 1.500 m de profunditat del fons marí fins als 675 m sobre el nivell del mar. És habitada només al vessant oriental, que baixa de manera menys pronunciada cap a mar, en forma de diversos nuclis dispersos: Alicudi Porto (on atraquen els vaixells que uneixen l'illa amb Lipari, Filicudi, Salina i Sicília), Tonna, San Bartolo (amb l'església homònima, dedicada a sant Bartomeu, patró de l'arxipèlag), Pianicello i Sgurbio. A la dècada del 1940, va arribar a tenir uns 600 habitants, reduïts al nombre actual a causa de l'emigració, principalment a Austràlia. No hi ha carreteres, només camins per a animals de bast.
La seva natura volcànica fa que tingui una terra molt fèrtil. A Alicudi hi ha conreus en terrasses i bancals a les faldes del volcà, amb oliveres, vinyes i tàperes. A diferència dels temps antics, en què la presència de pirates no la feia rendible, avui dia la pesca és també una font econòmica important, i sobretot el turisme, si bé menys que a la resta de l'arxipèlag.